# El Pujol
El Pujol – miejscowość w Hiszpanii, w Katalonii, w prowincji Girona, w comarce Alt Empordà, w gminie Lladó.
Według danych INE z 2005 roku miejscowość zamieszkiwało 48 osób.